# Helter Seltzer
Helter Seltzer è il quinto album in studio del gruppo musicale statunitense We Are Scientists, pubblicato nel 2016.

## Tracce
1. Buckle – 2:58
2. In My Head – 3:22
3. Too Late – 3:13
4. Hold On – 3:20
5. We Need a Word – 4:29
6. Want for Nothing – 3:44
7. Classic Love – 2:36
8. Waiting for You – 4:05
9. Headlights – 2:33
10. Forgiveness – 3:24